# 海南忍冬
海南忍冬（学名：Lonicera calvescens）为忍冬科忍冬属的植物，为中国的特有植物。分布在中国大陆的海南等地，生长于海拔300米至1,400米的地区，见于山谷密林或水边沙地的灌丛中，目前尚未由人工引种栽培。